# Ronald Rauhe
Ronald Rauhe (ur. 3 października 1981 r. w Berlinie) – niemiecki kajakarz, czterokrotny medalista igrzysk olimpijskich, szesnastokrotny mistrz świata, szesnastokrotny mistrz Europy, dwukrotny srebrny medalista igrzysk europejskich.

## Igrzyska olimpijskie
Pierwszy raz na igrzyskach wziął udział podczas igrzysk olimpijskich w Sydney. Podczas swojego jednego występu zdobył tam brązowy medal w rywalizacji dwójek w parze z Timem Wieskötterem na 500 metrów. Lepsi okazali się Węgrzy i Australijczycy.
Cztery lata później w Atenach został mistrzem olimpijskim w tej samej konkurencji. Tym razem za jego plecami dopłynęli Australijczycy oraz Białorusini.
Na następnych igrzyskach w Pekinie ponownie stanął na podium. W finale dwójek na 500 metrów zajął drugie miejsce, tracąc do zwycięskich Hiszpanów 0,089 sekundy. Trzecie miejsce zajęli Białorusini.
Podczas igrzysk olimpijskich w Londynie wystartował w dwóch konkurencjach na dystansie 200 metrów. W obu zajął ósme miejsce. W jedynce dopłynął do mety na ostatniej pozycji, tracąc do zwycięzcy 1,304 sekundy. Na tej samej pozycji ukończył dwójkę z Jonasem Emsem ze stratą 1,898 sekundy do zwycięzcy.
Na igrzyskach olimpijskich w Rio de Janeiro ponownie stanął na najniższym stopniu podium w rywalizacji jedynek na 200 metrów. Ze sklasyfikowanym ex aequo na trzecim miejscu Hiszpanem Saúlem Craviotto stracił do zwycięzcy Brytyjczyka Liama Heatha 0,465 sekundy. W dwójce z Tomem Liebscherem na tym samym dystansie zajął ostatecznie piątą pozycję. Do będących na trzeciej pozycji Litwinów zabrakło 0,106 sekundy.